# 加世田運動公園陸上競技場
加世田運動公園陸上競技場（かせだうんどうこうえんりくじょうきょうぎじょう）は、鹿児島県南さつま市の加世田運動公園内にある市営の陸上競技場である。命名権により『OSAKO YUYA stadium』の名称が与えられている。

## 概要
加世田運動公園は、かつて別府氏が居城を構え、その後薩摩藩島津家によって管理された加世田別府城（上ノ城）が在った高台に建設された都市公園で、陸上競技場はその中で中核をなすスポーツ施設である。
鹿児島県で開催される第75回国民体育大会（2020年）を前に、本競技場が国民体育大会サッカー（男子少年の部）競技で使用されることから、スポーツ振興くじ（toto）助成金を活用して2017年から長谷川体育施設の施工により改修工事を実施し、2018年5月より供用開始となった。2019年には国体のプレ大会として開催される第55回全国社会人サッカー選手権大会の会場となることも明らかになっている。
九州女子サッカーリーグに属するジュブリーレ鹿児島がホームゲームを本競技場にて開催することもある。

### 名称
2019年、南さつま市は同市出身のサッカー選手である大迫勇也に市民栄誉賞を贈呈し、その副賞として当スタジアムの命名権を授与し、2019年（令和元年）5月1日より5年間『OSAKO YUYA Stadium』に名称を変更している。

## 施設概要
- 所在地：鹿児島県南さつま市加世田武田18100番地
- 収容人数：536名（メインスタンド）
- 照明：
- フィールド内面積：7,903m2
- トラック：一周400m／8レーン（全天候舗装、日本陸上競技連盟第4種公認）
- 得点板

## 開催大会
- 九州女子サッカーリーグ（ジュブリーレ鹿児島ホームゲーム）